# Cenn Fáelad hua Mugthigirn
Cenn Fáelad hua Mugthigirn (mort en 872) était un roi de Munster (en irlandais : Muman), l'un des cinq royaumes d'Irlande. Il appartenait à la famille des Eóganacht Áine, une branche du clan des Eóganachta descendant d'Ailill mac Nad Froích, le frère d'Óengus mac Nad Froích (mort en 489), premier roi chrétien de Muman. 

## Biographie
Fils d'un certain Murchad et petit-fils de l'abbé d'Innis Celtra, Mugthigern mac Cellaig (mort vers 785), Cenn Fáelad hua Mugthigirn fut d'abord abbé d'Imlech à partir de 851. Il succéda dans ces fonctions au roi Ólchobar mac Cináeda à la mort de celui-ci, et dirigea l'abbaye jusqu'à son propre décès. 
Cenn Fáelad fut porté sur le trône en 861 après un interrègne de deux ans. 
Le Haut-Roi Máel Sechnaill mac Máele Ruanaid (mort en 862) avait réduit Muman à une soumission totale en 858 après sa victoire de Carn Lugdach, et en avait détaché l'Osraige l'année suivante. Le roi de Muman, Máel Gualae mac Donngaile, avait ensuite été capturé par les Normands et lapidé en 859. Puis, durant l'hiver 859-860, l'armée du Muman avait accompagné les forces du Haut-Roi dans son expédition contre les Uí Néill du nord. 
Les Normands restèrent très actifs pendant son règne. En 866, des Normands de Limerick conduits par Tomrar pillèrent Clonfert mais furent ensuite vaincus. Tomrar devint fou et mourut sur l'île de Man. La tribu des Ciarraige attaqua alors ses bandes et fut victorieuse, avec l'aide semble-t-il d'une tempête. 
C'est également en 866 que des Normands de Cork, conduits par un homme appelé Gním Cinnsiolaigh, menèrent une attaque contre les Fir Maige Fén, une tribu établie à Fermoy, dans le comté de Cork. Les Déisi, venus pour piller le même territoire, joignirent cependant leurs forces à celles de leurs ennemis, les Fir Maige Fén, et défirent les Normands qui s'enfuirent et se réfugièrent dans une forteresse qui se trouvait non loin de là. Le chef des Normands demanda sa protection à Cenn Fáelad, qu'il croyait son allié, et lui promis de nombreux présents en échange, mais celui-ci la refusa et Gním Cinnsiolaigh fut tiré de son refuge et tué. 
Les chroniques enregistrent encore une attaque sur Muman en 871, menée par le puissant roi d'Osraige, Cerball mac Dúnlainge, dont il ravagea les provinces occidentales jusqu'au-delà du Sliabh Luachra. 
La mort de Cenn Fáelad intervint en 872,. Son fils Eógan mac Cinn Fáelad (mort en 890) fut abbé d'Imleach de 887 à 890.

## Identification généalogique
Les appartenances dynastiques sont mal connues et Cenn Fáelad fut d'abord considéré comme un membre de la branche des Eóganacht Airthir Chlíach, descendant à la cinquième génération de Cormac Sriabderg, que l'on pensait frère du roi Fergus Scandal mac Crimthainn mort en 582. 
Des recherches plus récentes ont montré que cette attribution était fausse et qu'il était plus probablement membre de la branche des Eóganacht Áine, descendant à la sixième génération de Garbán mac Éndai, nommé dans plusieurs annales roi de Muman en 596. Les Laud Synchronisms le placent également dans cette branche des Áine. 
Les Áine tiraient leur nom d'une colline dédiée à la déesse Áine, Cnoc Áine, située dans le comté de Limerick près du village de Knockainy, dans l'actuelle baronnie de Small County, l'ancienne Deis-Beg, où ils étaient établis.